# Annina Hunziker
Annina Hunziker (* 15. Januar 1993 in Chur, Graubünden) ist eine Schweizer Schauspielerin.

## Leben
Annina Hunziker studierte ab 2013 Theaterwissenschaft und Filmwissenschaften an der Universität Bern und der Universität Zürich, das Studium beendete sie 2017 als Bachelor of Arts. Anschließend begann sie ein Schauspielstudium am Max Reinhardt Seminar der Universität für Musik und darstellende Kunst Wien. Rollenunterricht erhielt sie bei Grazyna Dylag, Regina Fritsch, Roland Koch, Maria Happel und Petra Luisa Meyer. Das Schauspielstudium schloss sie 2021 ab.
Während ihrer Ausbildung war sie am Burgtheater 2019 im Vestibül als Marija in Der (vor)letzte Panda oder Die Statik von Dino Pešut unter der Regie von Nicolas Charaux sowie 2020 am Kasino des Burgtheaters als Marie in Des Kaisers neue Kleider nach Hans Christian Andersen unter der Regie von Rüdiger Pape an der Seite von Felix Kammerer zu sehen.
In der Spielzeit 2021/22 debütierte sie am Düsseldorfer Schauspielhaus als Dolly Hamma in David Böschs Inszenierung von Orpheus steigt herab von Tennessee Williams. In Düsseldorf stand sie in der darauffolgenden Saison in Frankenstein als Frankensteins Monster und in Robin Hood als Little John auf der Bühne. Im September 2022 feierte sie in den Kasematten Wiener Neustadt in Totentanz von August Strindberg als Alice/Judith unter der Regie von Uwe Reichhardt Premiere. Am Theater Chur spielte sie 2023/23 in Ruuch und Riich, am Dschungel Wien 2023 in Das tapfere Schneiderlein.
In der rätoromanischen Serie L’ultim Rumantsch für Radiotelevisiun Svizra Rumantscha (RTR) übernahm sie 2023 eine Hauptrolle als Klima- und Tierschutz-Aktivistin Ladina Cadonau, die nach dem Tod ihres Grossvaters und Gründers Gion-Peder die rätoromanische Zeitung Posta leiten soll. Im Ein-Personen-Stück Prima Facie der australischen Autorin und Anwältin Suzie Miller stand sie ab November 2024 am Luzerner Theater als Anwältin Thessa auf der Bühne.

## Filmografie (Auswahl)
- seit 2024: L’ultim Rumantsch (Fernsehserie)

## Hörspiele
- 2020: Hauptsache Arbeit! von Sibylle Berg (ORF, Regie: Harald Krewer)[14]